# Јован I Цимискије
Јован I Цимискије (јерм. Հովհաննես Ա Չմշկիկ, грч. Ιωάννης «Τσιμισκής» Κουρκούας) је био византијски цар (969—976).

## Љубавник царице Теофане
Мада малог стаса, Јован је био веома леп: имао је белу кожу, плаве очи, златно плаву косу која је уоквиравала његово лице, риђу браду, танак и врло леп нос, смео поглед, који се није бојао ничега и није се обарао ни пред ким. Јак, вешт, окретан, уз то племенит и дарежљив, поред тога помало развратник, он је био необично привлачан. У досади кроз коју се вукао њен живот, Теофани, супрузи Нићифора II Фоке, се он природно допао. Она је била рода Македонске династије, па се из државних потреба морала да се уда за старог Нићифора II. И тада је страст царичина према Јовану доведе до злочина. Цимискије је био славољубив; он је сем тога био врло љут што је пао у немилост; после једног ратног неуспеха, њега цар смени са положаја врховног команданта Истока и нареди му да се повуче на своје земље; он је само мислио како да се: освети за увреду за коју је мислио да је незаслужена. Теофана је, са своје стране, била више него уморна од Нићифора; за некадашњом слогом дошла је мржња, сумње; царица је тако далеко ишла да се правила као да се боји од мужа каквог напада на живот њених синова. Још више, она је нестрпљиво подносила раздвајање од свога љубазника; Цимискије изгледа да је заиста био велика, и без сумње једина права љубав њеног живота. У таквим приликама она је неосетно клизила до помисли на најстраховитији злочин.

## Долазак на престо
Откако се Нићифор био вратио из Сирије,. 969. , узнемиравала су га мрачна предосећања. Он је осећао како се око њега плету завере у помрчини. Смрт његовога старога оца, Вардаса Фоке, још је увећала његову тугу. Ипак, још увек је волео Теофану. Ова је вероломно употребљавала свој уплив да поврати Цимискија на двор. Она је представила цару колико је незгодно лишити се услуга таквог једног човека, и, врло вешто, да би удаљила из духа Нићифоровог сумњу која је могла пробудити та сувише видна симпатија према Јовану, она је говорила да га ожене једном њеном рођаком. Као увек, василеус попусти жељи своје жене. То је она и чекала. Јован се опет појави у Цариграду; благодарећи споразуму вешто вођеном у Теофаниној околини, двоје љубавника су се виђали у самом двору, а Нићифор није ништа сумњао, и они су се договарали о припремама за своју заверу. Међу незадовољним војсковођама Јован је лако нашао саучеснике; међу завереницима, међу Цимискијем и царицом, бивало је честих састанака ради договора; најзад, благодарећи саучесништву гинекеја, оружани људи буду уведени у палату и сакривени у Августино одељење.
То је било, прича Лав Ђакон, који нам је оставио врло дирљиву причу о тој драми, првих дана месеца децембра. Убиство је било утврђено за,. ноћ између 10. и 11. Уочи тога дана, неколико завереника, сакривених под женским хаљинама, продреше у Свету Палату помоћу Теофане. Тога пута, цару је била дата једна тајанствена опомена, и Нићифор нареди једном свом официру да дâ претрести женско одељење; али, било да су нехатно тражили, било да нису хтели ништа да нађу, не пронађоше никога. За то време пала је била ноћ: да се удари чекало се само на Цимискија. Онда страх обузе заверенике: ако се цар затвори у својој соби, ако треба развалити врата, ако се он пробуди на лупу, зар неће све бити промашено? Теофана са језовитом хладнокрвношћу прими на себе да отклони сметње. Она доцкан оде Нићифору у његово одељење, и разговарала је пријатељски с њим; затим, под изговором да иде да обиђе неколико младих Бугарки, које су биле гошће у двору, она изиђе, рекавши да ће се брзо вратити и молећи свога мужа да остави врата отворена: она ће их затворити кад се врати. Нићифор пристаде, и оставши сам, молио се мало Богу, затим заспа.
Било је око једанаест сати ноћу. Напољу је падао снег, а на Босфору дувала је бура. У једној малој барци, Јован Цимискије дође на пусту обалу која се пружала под зидовима царскога дворца Буколеона. Помоћу једне корпе, утврђене за крај конопца, њега подигоше у гинекеј, и завереници, са својим вођом на челу, упадоше у цареву собу. Ту је био један кратак тренутак запрепашћења: постеља је била празна. Али један евнух из гинекеја, који је знао Нићифорове навике, показа завереницима василеуса где лежи на својој пантерској кожи. Помамно јурнуше на њега. На ларму, Фока се пробуди и усправи. Јаким ударом мача, један од завереника расцепи му главу од врха лобање до обрва. Сав крвав, несрећник је викао:
Богородице, помози ми!
Не слушајући га, убице га одвуку код ногу Цимискијевих, који га је грубо вређао, и једним суровим покретом ишчупа му браду; и по примеру свога старешине, сви се окоме на несрећника, који је полумртав кркљао. Најпосле, једним ударом ноге, Јован га обори, и извукавши мач, зададе му страшан ударац по лобањи; последњим ударцем други; га један убица доврши. Цар паде мртав, купајући се у својој крви.
На жагор борбе, војници гарде најзад дотрче, сувише доцкан. Кроз један прозор показаше им, међу буктињама, одсечену и крваву главу њиховог господара. Тај трагични призор одједном умири сваку жељу за отпором. Народ уради што и царица: предаде се Цимискију и призна га за цара.

## Теофанин прогон
Теофана, која је све припремила, која је такорећи својом руком довела убице, рачунала је да ће се извесно користити убиством. Али историја има каткад морала: василиса то ускоро искуси.
Још једаред је патријарх Полиект показао своју неукротиву енергију. Он је био у отвореној завади са покојним василеусом. Ипак, кад се Јован појави пред вратима Свете Софије да у Великој Цркви метне царску круну, првосвештеник, неумољив, не допусти му да уђе, пошто је упрљан крвљу свога рођака и господара, и изјави му да неће моћи продрети под свете сводове, догод убице не буду кажњене и док Теофана не буде истерана из двора. Између престола и своје милоснице, Цимискије није ни тренутка двоумио. Он је безочно порицао своје саучесништво у злочину, и, да се боље оправда, по заповести Полиектовој, прокаже своје саучеснике и жртвује Теофану. Она је сањала да се уда за човека кога је волела, да са њиме дели ту власт која јој је била толико драга, а сам њен милосник реши се да је збаци; он је пошље у изгнанство на Принчевска Острва, у један манастир.
Али, енергична као што је била и осећајући, се увек лепом, — тек је имала двадесет девет година, — Теофана није хтела да се приклони и да остане у немилости. Неколико месеци доцније, она побеже из свога затвора и отрча да се склони у Свету Софију. Да ли је рачунала на љубав свога милосника? Да ли се надала да ће је, кад се једном прве тешкоће преброде, Цимискије из захвалности примити натраг? Да ли је себи ласкала даће га једним погледом својих лепих очију опет освојити? Вероватно. Али свемоћни министар који је водио политику нове владе, Василије, брзо је свршио с дрским покушајем заводљиве владарке. Не поштујући светињу места, он је силом истрже из Велике Цркве и реши да је пошље у Јерменску, у најдаље прогонство. Све што је постигла било је, да пре поласка последњи пут види човека за кога је све жртвовала и који ју је одбацио. То последње виђење, коме је Василије из опрезности присуствовао као трећи, било је, изгледа, врло бурно. Теофана је свирепо вређала Цимискија, затим на врхунцу беса, устреми се са стегнутим песницама на министра. Требало ју је силом ишчупати из дворане за примање. Њен је живот био завршен.

## Пресељење павлићана
Око 975. године цар Јован I Цимискије врши велико пресељење павлићана из Мале Азије у област око Филипопоља (данашњи Пловдив) у Тракији, који касније постаје један од центара богумилства.

## Балканска политика
Год. 969. умро је напрасно у Бугарској цар Петар. Већ за његове владе Бугарска је почела нагло опадати, а после његове смрти распад се убрзао још више. Првих година Петрове владе одметнули су се од њега Срби из Рашке; а одмах по његовој смрти покушали су одметање и Словени из Маћедоније. На челу устанка беху четири сина брсјачког кнеза Николе са именима старозаветних лица: Давид, Мојсије, Арон и Самуило. Судећи по именима из њихове породице (мајка им се звала Рипсимија, један син Аронов Алузијан) они су били јерменског порекла, бар по женској линији; и то из јерменских колонија са Вардара, које су биле нарочито појачане за време цара Теофила (829—842). Њихов устанак није успео, јер је законите наследнике Петрове помагала Византија. Али су доскора Бугарску препловиле руске чете кнеза Свјатослава. Да их одагна одатле и из Тракије, где су били опасност за саму Византију, кренуо је против њих цар Јован Цимисхије. Кад је, после катког војног похода и опсаде Силистрије, одбио Русе, цар није хтео да васпоставља бугарску државу, него је просто запосео својим гарнизонима, 971. год. По Дукљанској Хроници византијска је војска прешла из Бугарске и у Рашку, па покорила и њу.

## Источна политика
На истоку је водио неколико успешних похода у горњу Месопотамију и Сирију, те је привремено освојио бројне градове (Дамаск, Бејрут, Тир, Емеса, Сидон, Назарет). Ова освајања нису узроковала трајна освајања, али су повећала и обезбедила освајања Нићифора Фоке у Сирији.

## Западна политика
У Италији је успео да спречи сукобе са царем Светог римског царства Отоном II тако што је удао своју рођаку за царевог сина (чиме је учињена част цару али је истовремено одбијен захтев немачког цара за порфирогеном принцезом).